# Nome do Irão
No mundo ocidental, a Pérsia (ou um de seus cognatos) era historicamente o nome comum para o Irão. No Noruz de 1935, Reza Pahlavi pediu aos delegados estrangeiros que usassem o termo Irão (português europeu) ou Irã (português brasileiro), o endônimo do país, em correspondência formal. Desde então, no mundo ocidental, o uso da palavra "Irã" se tornou mais comum. Isso também mudou o uso dos termos para a nacionalidade iraniana, e o adjetivo comum para os cidadãos do Irão mudou de "persa" para "iraniano". Em 1959, o governo de Mohammad Reza Shah Pahlavi, filho de Reza Shah Pahlavi, anunciou que tanto a "Pérsia" quanto o "Irã" poderiam ser oficialmente usados de forma intercambiável. No entanto, a questão ainda é debatida.

## Etimologia de "Irã"
O nome "Irān" é atestado pela primeira vez no Avestá como airyānąm (cujo texto é composto em avéstico, uma antiga língua iraniana falada no nordeste do Grande Irã, ou no que hoje são o Turcomenistão e o Tajiquistão).
A palavra persa moderna Īrān (ایران) deriva imediatamente do Oriente Persa Ērān (grafia pálavi: ʼyrʼn), atestado pela primeira vez em uma inscrição que acompanha o alívio da investidura do primeiro rei sassânida Artaxes I em Naqsh-i Rustam. Nesta inscrição, a denominação do rei da Pérsia Médio é ardašīr šāhān šāh ērān, enquanto na inscrição em língua parta que acompanha a do persa médio, o rei é intitulado ardašīr šāhān šāh aryān (pálavi: ... ʼryʼn) ambos significam rei dos reis dos iranianos.[carece de fontes?]
O gentílico ēr- e ary- em ērān e aryān deriva do iraniano antigo *arya- (persa antigo airya-, avéstico airiia- etc.), que significa "ariano", no sentido "dos iranianos". Este termo é atestado como designador étnico nas inscrições aquemênidas e na tradição avéstica do Zoroastrismo, e parece "muito provável" que na inscrição ērān de Artaxes ainda retivesse esse significado, denotando o povo e não o império.
Não obstante esse uso de ērān para se referir aos povos iranianos, o uso de ērān para se referir ao império (e o antonímico anērān antonímico para se referir aos territórios romanos) também é atestado pelo início do período sassânida. Ērān e anērān aparecem no texto do calendário do século III escrito por Mani. Numa inscrição do filho de Artaxes e sucessor imediato, Sapor I "aparentemente inclui regiões de Ērān, como a Armênia e o Cáucaso, que não eram habitadas predominantemente por iranianos". Nas inscrições de Cartir (escritas trinta anos após as de Sapor), o sumo sacerdote inclui as mesmas regiões (junto com a Geórgia, Albânia, Síria e Ponto) em sua lista de províncias do antônimo Anērān. Ērān também aparece nos nomes das cidades fundadas pelas dinastias sassânidas, por exemplo em Ērān-xwarrah-šābuhr "Glória de Ērān (de) Sapor". Também aparece nos títulos de oficiais do governo, como em Ērān-āmārgar "Contador-Geral (de) Ērān " ou Ērān-dibirbed " Escritor Chefe (de) Ērān".

## Etimologia de "Pérsia"

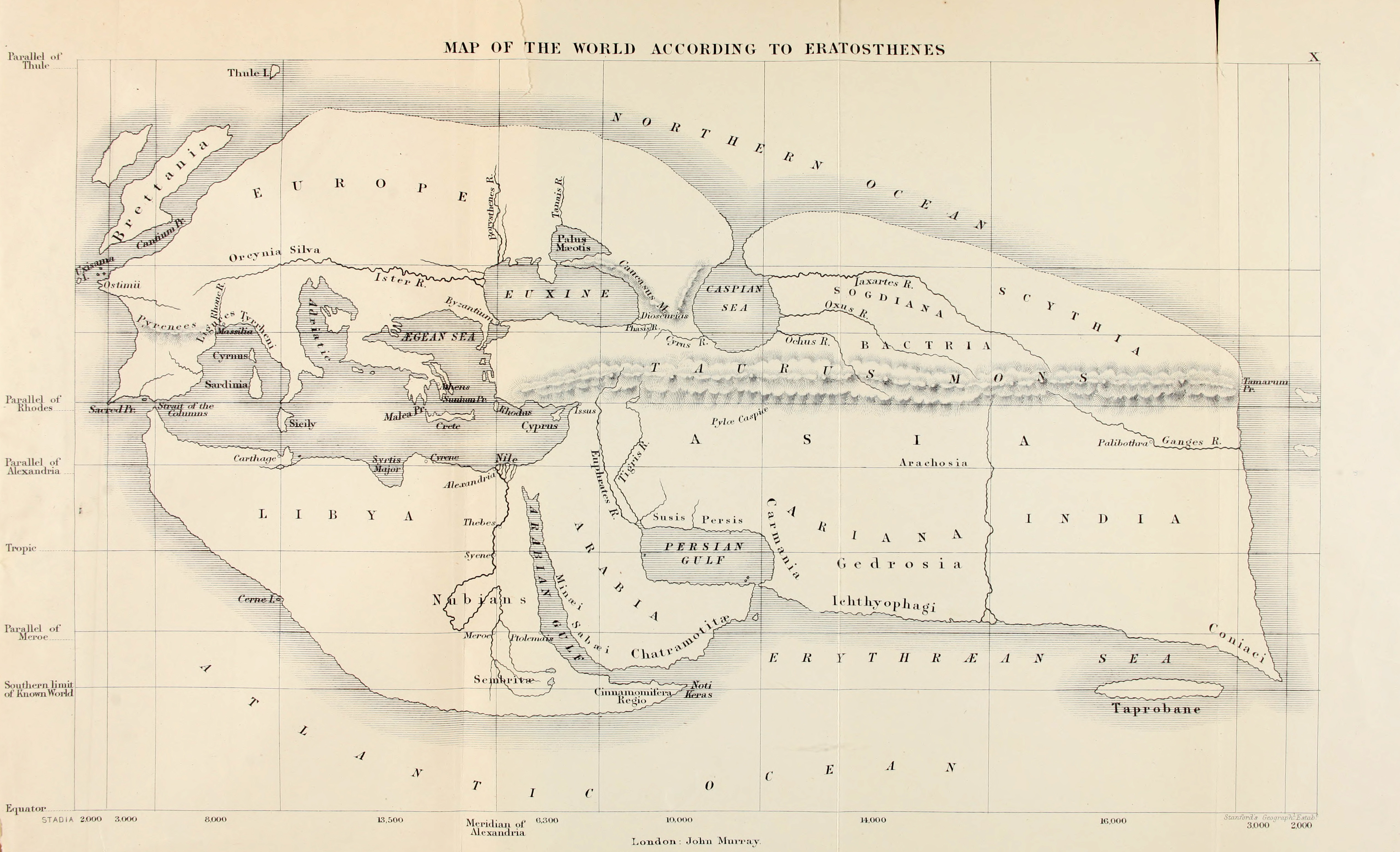
Reconstrução moderna do mapa mundial antigo de Eratóstenes de c., usando os nomes Ariana e Pérsis

Os gregos (que antes tendiam a usar nomes relacionados a "mediana") começaram a usar adjetivos como Pérsēs (Πέρσης), Persikḗ (Περσική) ou Persís (Περσίς) no século V a.C. para se referir ao império de Ciro, o Grande (uma palavra entendida como "país"). Essas palavras foram tiradas do Velho Persa Pārsa - o nome do povo de quem Ciro, o Grande da dinastia aquemênida, se originou e sobre quem ele primeiro governou (antes de herdar ou conquistar outros reinos iranianos). Assim, o termo persa é um exônimo e os iranianos nunca se referiram historicamente ao Irão por esse exônimo.[carece de fontes?] A tribo Pars deu seu nome à região onde viviam (a província moderna se chama Fars/Pars), mas a província nos tempos antigos era menor do que sua área atual.[carece de fontes?] Em latim, o nome de todo o império era Pérsia, enquanto os iranianos o conheciam como Irã ou Iranxar.[carece de fontes?] Nas partes posteriores da Bíblia, onde este reino é frequentemente mencionada (Livros de Esther, Daniel, Esdras e Neemias), é chamado Paras (hebraico bíblico: פרס), ou às vezes Paras u Madai (פרס ומדי), i.e. "Pérsia e mídia". Os árabes usado para se referir de igual modo ao Irão e o persa (sassânida) Império como Bilād Fāris (em árabe: بلاد فارس), i.e. "Terras da Pérsia", que se tornaria o nome popular da região na literatura muçulmana.
Na mitologia grega, Perseus é acusado de ser o ancestral de todos os persas, dando assim seu nome.

## Dois nomes no Ocidente
O exônimo Pérsia era o nome oficial do Irão no mundo ocidental antes de março de 1935, mas o povo iraniano dentro de seu país desde a época de Zoroastro (provavelmente por volta de 1000 a.C.), ou mesmo antes, havia chamado seu país de Arya, Irã, Iranxar, Iranzamin (Terra do Irã), Aryānām (o equivalente do Irã na língua proto-iraniana) ou seus equivalentes. O termo Arya tem sido usado pelo povo iraniano, bem como pelos governantes e imperadores do Irã, desde a época do Avestá. Evidentemente, desde os tempos dos sassânidas (226–651 d.C.), os iranianos o chamavam de Irã, significando "a terra dos arianos" e Iranxar. Nas fontes do Oriente Médio, o nome Arya e Irã é usado para os impérios iranianos pré-sassânidas, bem como para o império sassânida. Como exemplo, o uso do nome "Irã" para os aquemênidas no livro persa médio de Arda Viraf refere-se à invasão do Irão por Alexandre, o Grande, em 330 a.C. O termo proto-iraniano para o Irão é reconstruído como *Aryānām (o plural genitivo da palavra *Arya); o equivalente avéstico é Airyanem (como em Airyanem Vaejah). A preferência interna pelo "Irão" foi observada em alguns livros de referência ocidentais (por exemplo, a Harmsworth Encyclopaedia, por volta de 1907, entrada para o Irã: "O nome agora é a designação oficial da Pérsia"), mas, para fins internacionais, a Pérsia era a norma.
Em meados da década de 1930, o governante do país, Reza Shah Pahlavi, passou a formalizar o nome Irã, em vez de Pérsia, para todos os fins. Na Câmara dos Comuns britânica, a decisão foi relatada pelo Secretário de Estado dos Negócios Estrangeiros do Reino Unido da seguinte maneira:
Em 25 de dezembro [de 1934], o Ministério Persa de Relações Exteriores enviou um memorando circular às Missões Diplomáticas Estrangeiras em Teerã solicitando que os termos "Irã" e "Iraniano" pudessem ser usados em correspondência e conversação oficiais a partir do próximo dia 21 de março, no lugar das palavras "Pérsia" e "Persa", até o momento em corrente uso. O Ministro de Sua Majestade em Teerã foi instruído a aderir a esse pedido.
O decreto de Reza Shah Pahlavi, que afeta a nomenclatura, entrou em vigor em 21 de março de 1935.
Para evitar confusão entre os dois países vizinhos do Irão e do Iraque, que estavam envolvidos na Segunda Guerra Mundial e ocupados pelos Aliados, Winston Churchill solicitou ao governo iraniano durante a Conferência de Teerã o nome antigo e distinto "Pérsia, a ser usado pelos Estados Unidos. Nações [isto é, os Aliados] durante a guerra comum". Seu pedido foi aprovado imediatamente pelo Ministério das Relações Exteriores do Irã. Os americanos, no entanto, continuaram usando o Irã, pois tinham pouco envolvimento no Iraque para causar essa confusão.
No verão de 1959, após preocupações de que o nome nativo, como um político colocou, "transformou um conhecido em um desconhecido", um comitê foi formado, liderado pelo renomado estudioso Ehsan Yarshater, para considerar a questão novamente. Eles recomendaram uma reversão da decisão de 1935, e Mohammad Reza Shah aprovou isso. No entanto, a implementação da proposta foi fraca, permitindo simplesmente que a Pérsia e o Irã fossem usados de forma intercambiável. Hoje, os dois termos são comuns; Pérsia principalmente em contextos históricos e culturais, "Irã" principalmente em contextos políticos.
Nos últimos anos, a maioria das exposições da história, cultura e arte persas no mundo usaram o exônimo Pérsia (por exemplo, "Império Esquecido; Pérsia Antiga", Museu Britânico; "7000 Anos de Arte Persa", Viena, Berlim; e "Pérsia; Trinta Séculos de Cultura e Arte", Amsterdã). Em 2006, a maior coleção de mapas históricos do Irã, intitulada Mapas Históricos da Pérsia, foi publicada na Holanda.

## Debate recente
Nos anos 80, o professor Ehsan Yarshater (editor da Encyclopædia Iranica) começou a publicar artigos sobre esse assunto (em inglês e persa) em Rahavard Quarterly, Pars Monthly, Iranian Studies Journal, etc. Depois dele, alguns estudiosos e pesquisadores iranianos, como o Prof. Kazem Abhary e Prof. Jalal Matini acompanhou o assunto. Várias vezes desde então, revistas e sites iranianos publicaram artigos daqueles que concordam ou discordam do uso de Persia e Persian em inglês.
É o caso em muitos países que o nome nativo do país é diferente do nome internacional (consulte exônimo), mas para persas e iranianos essa questão tem sido muito controversa. Principais pontos sobre este assunto:
- Pérsia é o nome ocidental do país, e os iranianos chamavam seu país de Irã por mais de um milênio.
- Pérsia representa apenas persas étnicos e não outras etnias iranianas.
- Pérsia e o nome de uma província do Irão (pars) são da mesma raiz e podem causar confusão.
- O exônimo Pérsia vem de Pars, mas o significado mudou para se referir a todo o país.
- Nas línguas ocidentais, todos os aspectos culturais famosos do Irão foram registrados como Persa (por exemplo, tapete persa, Golfo Pérsico, gato persa, ano novo persa, língua persa, culinária persa, teatro persa, literatura persa, melão persa, império persa, etc.)[16]

Existem muitos iranianos no Ocidente que preferem Persia e Persian como nomes ingleses para o país e a nacionalidade, semelhante ao uso de La Perse/persan em francês. Segundo Hooman Majd, a popularidade do termo Pérsia entre a diáspora persa deriva do fato de que "'  Pérsia' conota um passado glorioso com o qual eles gostariam de se identificar, enquanto 'Irã' desde a revolução de 1979... não diz nada ao mundo, mas o fundamentalismo islâmico".

## Nomes oficiais
Desde 1º de abril de 1979, o nome oficial do estado iraniano é Jomhuri-ye Eslāmi-ye Irān (persa: جمهوری اسلامی ایران), traduzido para a República Islâmica do Irã em inglês.
Outros nomes oficiais foram Dowlat-e Aliyye-ye Iran (em persa: دولت علیّه ایران) Significa que o Estado Sublime da Pérsia e Kešvare Šâhanšâhiye Irã (em persa: دولت شاهنشاهی ایران), que significa Estado Imperial da Pérsia e Estado Imperial do Irã após 1935.